# Dromiaulis excitata
Dromiaulis excitata är en fjärilsart som beskrevs av Edward Meyrick 1922. Dromiaulis excitata ingår i släktet Dromiaulis och familjen fransmalar. Inga underarter finns listade i Catalogue of Life.